# Полісся (місцевість)
Полісся — місцевість у Корольовському районі Житомира та у селах Вереси, Глибочиця.

## Розташування
Місцевість розташована на північно-східній околиці Житомира та довколишніх землях сіл Вереси (південно-західна околиця території села, віддалена від його старої частини) та Глибочиця (західна околиця села). Місцевість розташована на теренах історичного району Смоківка. Головною магістраллю місцевості Полісся, що пронизує її із заходу на схід є Київське шосе.  
У межах міста розташована частина місцевості Полісся, що обмежена вулицею Саєнка з півночі, Київським шосе з півдня, вулицею Авіаторів та вулицею Юрія Немирича із заходу, міською смугою зі сходу. Значну частину місцевості Полісся займає територія Науково-дослідного інституту «Полісся». Також наявні декілька багатоповерхівок, промислові підприємства та нова садибна забудова наприкінці вулиці Саєнка, вздовж її південного боку.  
Назва місцевості Полісся походить від назви Науково-дослідного інституту, а також назви комплексу об'єктів обслуговування, що діяв на в'їзді до Житомира з боку Києва. 
На південь від міської смуги Житомира формується новий житловий масив Полісся, де здійснюється котеджна забудова вздовж нових вулиць Княгині Ольги, Поліської, Коростенської, Смоківської, Олексія Опанасюка. Ця частина місцевості Полісся належить до села Вереси, вулиця Смоківська — до села Глибочиця. 

## Історичні відомості
У ХІХ столітті та перших десятиліттях ХХ століття місцевість на південь від Київського шосе відома як Вацківські Поля.
Місцевість сформувалася у другій половині ХХ століття внаслідок розміщення тут Науково-дослідного і проектно-технологічного інституту хмелярства (пізніше Науково-дослідний інститут «Полісся»), а також комплексу об'єктів обслуговування на виїзді з міста в бік Києва «Полісся», що включав мотель, готель, станцію техобслуговування автомобілів №1, автозаправні станції, цивільний аеропорт, заклади торгівлі й громадського харчування. 
З початку 1990-х років і дотепер на вільних від забудови землях, на південь від Київського шосе, за міською смугою здійснюється будівництво котеджів. У 1991 — 1992 рр. отримали назви вулиці Княгині Ольги, Поліська вулиця й Поліський проїзд. Нині формуються вулиці Коростенська, Смоківська, Олексія Опанасюка. 

## Топонімічні об'єкти Полісся
- Вулиця Авіаторів
- Інститутський проїзд
- Київська вулиця (від перехрестя з вулицею Авіаторів)
- вулиця Княгині Ольги: зазначена у переліку топонімічних об'єктів міста Житомира[3] та в реєстрі адрес міста[4], при цьому перебуває за межею міста[1], на території села Вереси[2]
- Коростенська вулиця: зазначена в реєстрі адрес міста Житомира[4], при цьому перебуває за межею міста[1], на території села Вереси[2]
- Вулиця Олексія Опанасюка: на території села Вереси[2]
- Поліська вулиця: зазначена у переліку топонімічних об'єктів міста Житомира[3] та в реєстрі адрес міста[4], при цьому перебуває за межею міста[1], на території села Вереси[2]
- Поліський проїзд
- Вулиця Саєнка (від вулиці Юрія Немирича)
- Смоківська вулиця: на території села Глибочиця[2]
- Вулиця Юрія Немирича